# 스텔라리움
스텔라리움(Stellarium)은 GNU 일반 공중 사용 허가서 버전 2 조항으로 허가된 오픈 소스 자유 소프트웨어 플라네타륨의 하나로, 리눅스, 윈도우, macOS용으로 이용이 가능하다. 스텔라리움 모바일(Stellarium Mobile)이라 불리는 스텔라리움 포팅은 안드로이드, iOS, 심비안용의 경우 Noctua Software가 개발한 구매 버전으로 이용이 가능하다. OpenGL을 사용하여 밤하늘의 사실적인 투사를 실시간으로 렌더링한다.
스텔라리움은 2001년 여름 이 프로젝트에 착수한 프랑스의 프로그래머 파비앙 셰로가 개발하였다. 현재 스텔라리움은 알렉산더 울프, 게오르그 조티, 마르코스 카르디노, 기욤 셰로, 보그단 마리노프, 티모시 리브스, 페르디난드 마제레흐, 요르그 뮐러에 의해 개발, 유지보수되고 있다. 아트워크에 참여한 로버트 스피어먼, 요하네스 가이도식, 매튜 게이츠, 나이젤 커, 요한 메이우리스를 포함하여 스텔라리움의 개발에 기여한 다른 개발자들이 다수 있다.
스텔라리움은 2006년 5월에 소스포지에 "이 달의 프로젝트"로 선정되었다.

## 스텔라리움 모바일
스텔라리움 모바일(Stellarium Mobile)은 스텔라리움의 분기판으로서, 스텔라리움 팀원들 중 일부가 개발한 것이다. 심비안 OS, 마에모, 안드로이드, iOS를 구동하는 모바일 기기들을 대상으로 한다. 모바일 최적화 부분 중 일부는 주요 스텔라리움 코드로 통합되었다.

## 스크린샷

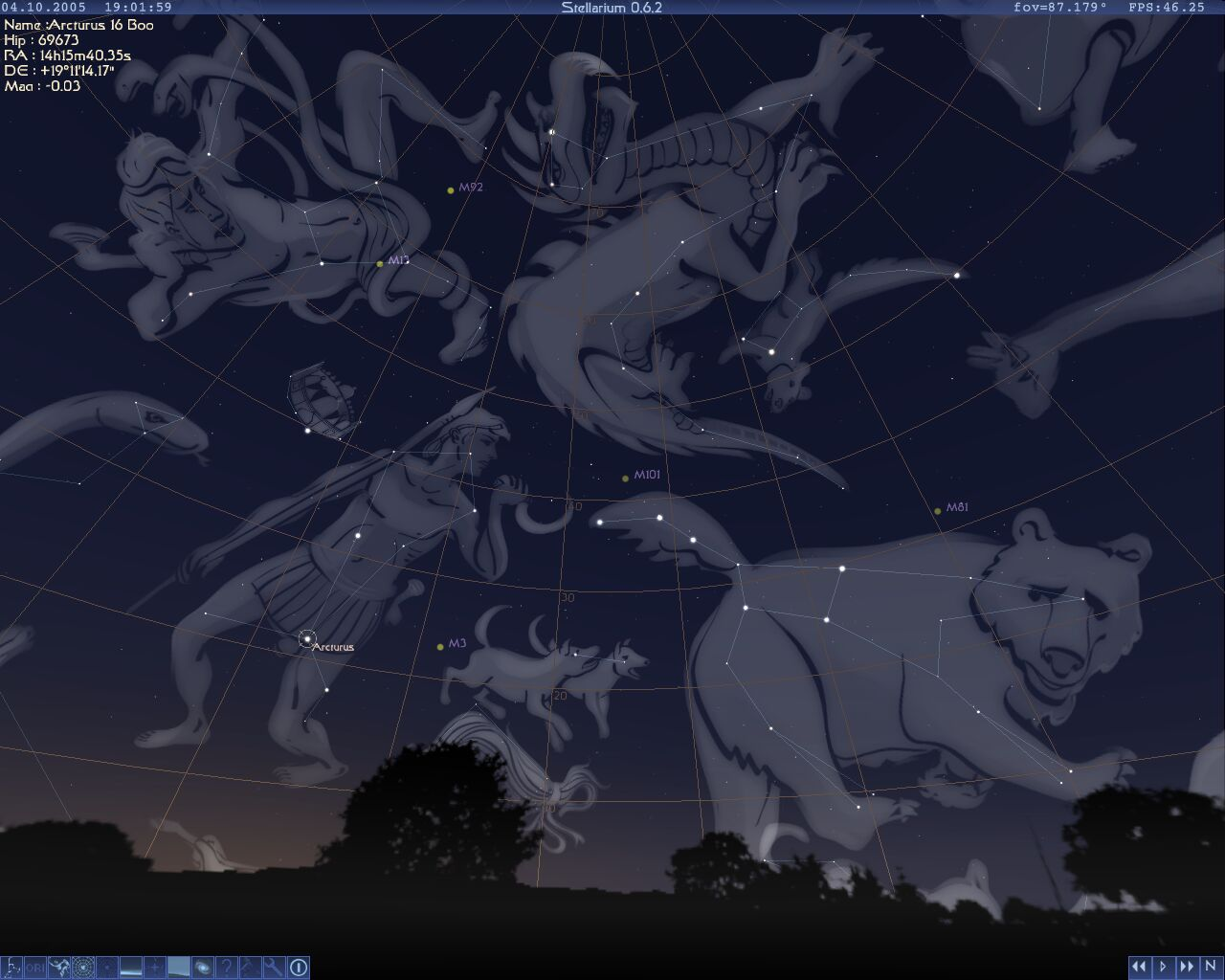
Constellation art (버전 0.6.2)
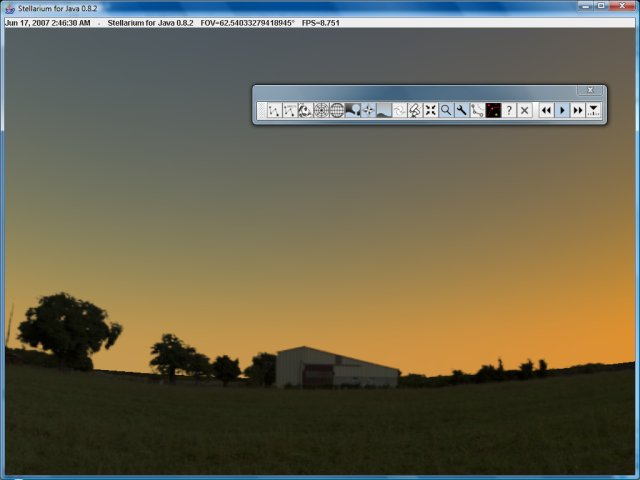
Stellarium for Java (자바 분기판), 버전 0.8.2
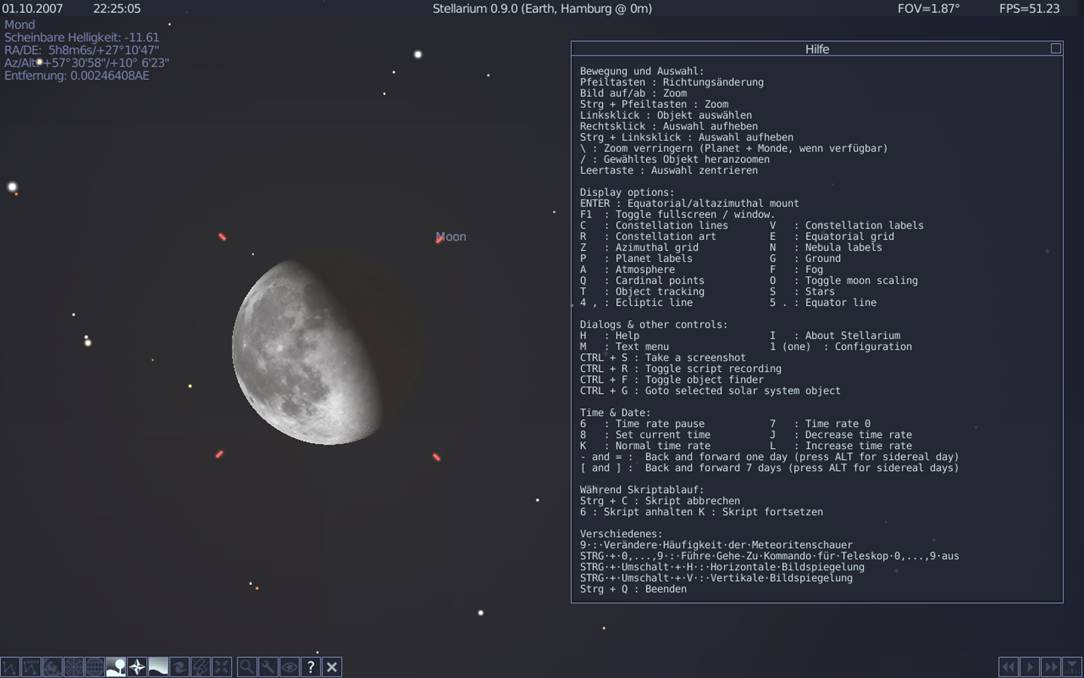
버전 0.8.0 (독일어 인터페이스)
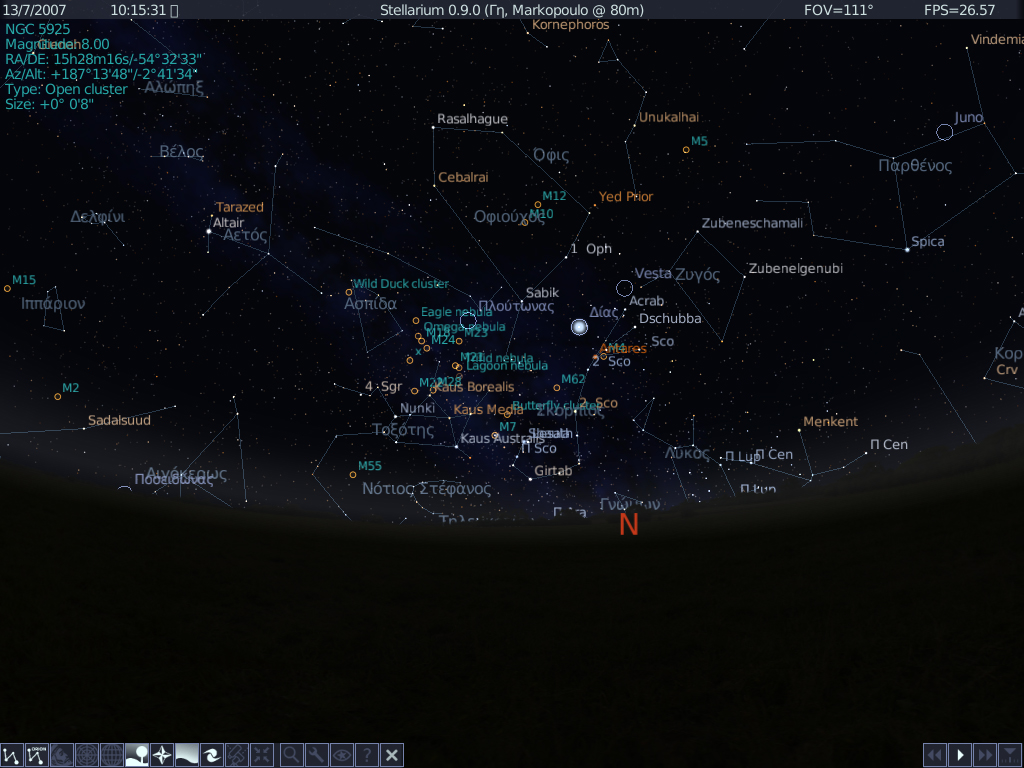
버전 0.9.0 (그리스어 인터페이스)
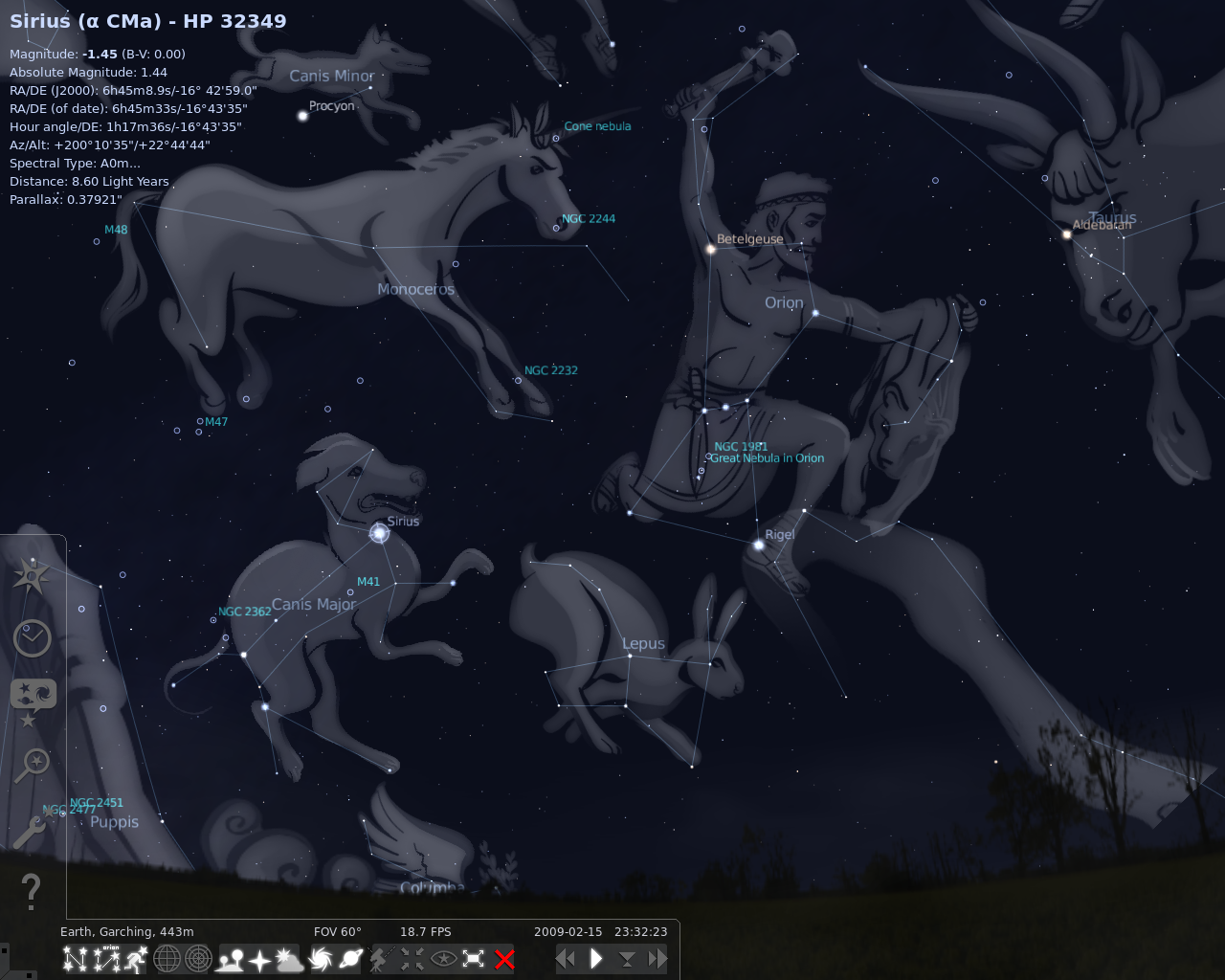
Constellation art (버전 0.10.1)

## 같이 보기
- 셀레스티아
- 구글 어스
- 스페이스 엔진
- 유니버스 샌드박스